# Эйри-0 (кратер)
Эйри-0 (англ. Airy-0) — 500-метровый марсианский ударный кратер, находящийся на Плато Меридиана, внутри кратера Эйри по координатам 5°06′ ю. ш. 0°00′ в. д. / 5,1° ю. ш. 0° в. д.. Расположение кратера определяет положение нулевого меридиана Марса.
Кратер назван в честь британского Королевского астронома сэра Джорджа Бидделя Эйри (1801—1892), который в 1850 году построил меридианный круг для телескопа в Гринвиче. Через этот телескоп впоследствии был проведён отсчётный меридиан для Земли — Гринвичский меридиан.
Выбор этого кратера в качестве начального (опорного) меридиана Марса сделал Мертон Дэвис в 1969 году на основе снимков Маринера 6 и 7.
Внутри кратер заполнен эоловыми гребнями.

## Кратеры, находящиеся наПлато Меридиана
- Эйри — кратер с диаметром 40 км. Марсоход Оппортьюнити находился в 375 км к юго-западу от него.

- Эйри-0 — кратер внутри кратера Эйри.

- Арго — посещён марсоходом Оппортьюнити.
- Бигль — посещён марсоходом Оппортьюнити.
- Бер
- Игл — 22-метровый кратер, место посадки марсохода Оппортьюнити.
- Индевор — 22-километровый кратер, посещён марсоходом Оппортьюнити.
- Эмма Дин — посещён марсоходом Оппортьюнити.
- Выносливость — посещён марсоходом Оппортьюнити.
- Эребус — посещён марсоходом Оппортьюнити.
- Медлер
- Санта-Мария — посещён марсоходом Оппортьюнити.
- Виктория — кратер с диаметром 750 метров, посещён марсоходом Оппортьюнити.
- Восток — посещён марсоходом Оппортьюнити.
- Натуралист — посещён марсоходом Оппортьюнити.